# Regionální politika Evropské unie

Vlajka Evropské unie

Regionální politika Evropské unie má významné místo mezi základními politikami Evropské unie a je jednou z nejdůležitějších součástí hospodářské, sociální a kohezní politiky. Jako první je důležité definovat místo regionální politiky ve vztahu k ostatním politikám Evropské unie. Nad ní má vyšší postavení politika soudržnosti, pod kterou spadá společně s regionální politikou například i strukturální politika. Strukturální politika se ve skutečnosti spíše zaměřuje na politické procesy prováděné fondy EU. Naopak regionální politika využívá nástroje k podpoře opatření směřujících k růstu ekonomické aktivity. Významným úkolem této politiky je snižování rozdílů v životní úrovni mezi státy a jednotlivými regiony EU. Klíčem k této politice a její následné realizaci je jasné stanovení priorit. Dalším krokem je alokace finančních prostředků, která se zaměří na stanovené priority. Regionální politika Evropské unie je také svým způsobem o solidaritě vyspělých státu ke státům chudším.

## Smysl regionální politiky Evropské unie
První zmínka se objevila v základní smlouvě. Smyslem regionální politiky EU je podporovat vyvážený a spravedlivý rozvoj, především snižováním sociálních a ekonomických rozdílů mezi regiony. Zároveň se jedná o rozvojovou politiku, která si klade za cíl podporovat udržitelný růst a dlouhodobou prosperitu ve státech Evropské unie odstraňováním překážek růstu. Další motivací pro existenci rozvojové politiky na úrovni Evropské unie je potřeba posílit přeshraniční vazby a vztahy mezi suverénními a zaostalými regiony.

## Vývojové etapy regionální politiky Evropské unie
V současnosti je prozatím možné regionální politiku rozdělit do pěti základních etap. 

### První etapa: 1958–1975
První etapa se datuje od vzniku Evropského společenství v roce 1958. Skončila koncem 70. let, když v roce 1975 došlo k vytvoření Evropského fondu pro regionální rozvoj. V tomto období se dá hovořit o tom, že regionální politika ve své plné funkčnosti neexistovala. Zaměřená aktivita Evropského hospodářského společenství (vznik 1958) sice vedla k jednotlivým členským státům, ale ty problémy řešily pouze v rámci území. Potvrzoval to fakt, že ke vzniku Generálního ředitelství pro regionální politiku došlo až v roce 1968, tudíž o 10 let později. To ukazuje, jaký zájem Společenství mělo o regionální politiku. V této době se Společenství totiž potýkalo s daleko většími problémy.

### Druhá etapa: 1975–1988
V těchto letech došlo k důležitým změnám. Nejvýznamnějším dokumentem v té době byl Jednotný právní akt (vstoupil v platnost v roce 1987), který hrál důležitou roli při dosahování hodnot regionální politiky. Tento akt poprvé jasně definoval právní kritéria pro pojem ekonomické a sociální koheze. Zároveň také uvedl regionální politiku jako pojem související s konceptem solidarity. K takovémuto zájmu o tuto politiku se dospělo na základě různých ekonomických proměn a větší pozornosti ze strany Evropského společenství, kdy došlo v roce 1973 k jeho prvnímu rozšíření např. o Dánské království nebo Irsko. Na přelomu první a druhé etapy, jak již bylo zmíněno, vznikl Evropský fond pro regionální rozvoj, který na začátku své existence představoval cca 5 % rozpočtu Evropského společenství. Tento fond převážně vypomáhal v průmyslovém odvětví, kam směřovalo 50 % finančních prostředků na různé programy do všech členských států. V průběhu období rostl jeho podíl v rozpočtu Evropského společenství, kdy jeho nejvyšší hodnota byla až 9 %. Došlo zde také k důležitým rozhodnutím, po kterých se více začal projevovat zájem o řešení důsledků vzniklých díky změnám v ekonomických strukturách a o prvek meziregionální mezi státní spolupráce. Následné rozšiřování Evropského společenství proběhlo v 80. letech o Řecko (1981) a později o Španělsko (1986) a Portugalsko (1986). Tyto země byly zaostalejší jak v ekonomické, tak i sociální politice oproti zemím přijatých v letech 1973, a proto došlo k přesunu priorit od pomoci oblastem poškozeným strukturálními problémy k podpoře hůře rozvinutým regionům. Na konci této etapy proběhlo několik změn v Evropském společenství, které jen upevňovaly stále potřebnou regionální politiku. Zmínka je např. o začátku vzniku prvních programů zakládajících se na dlouhodobé spolupráci a plného využití již existujících tří fondů. Jednalo se o Evropský sociální fond, Evropský zemědělský podpůrný a záruční fond a Evropský fond pro regionální rozvoj.  

### Třetí etapa: 1989–1999
Tato etapa se dá rozdělit na dvě stěžejní období. Od roku 1989 do roku 1993 šlo totiž o první ucelené programové období, které mělo pět nejdůležitějších cílů:  
- Pomoci nejzaostalejším regionům,
- Navrhnout změny, které pomohou v regionech s průmyslovým poklesem,
- Řešit problémy s nezaměstnaností,
- Snadnější začlenění mladých lidí do pracovního poměru,
- Napomoci rychlejšímu postupu při změnách v zemědělství a podpořit rozvoj venkova.

První cíl byl ze všech pěti cílů, co se týče finanční podpory, nejobjemnější: šlo o 64 % (43,8 mld. eur) ze všech prostředků tehdejší regionální politiky. Pokryt byl všemi tehdejšími fondy (Evropský zemědělský podpůrný a záruční fond, Evropský sociální fond, Evropský fond pro regionální rozvoj). Největší objem (35,2 %) investic směřovalo na podporu dopravy a životního prostředí, další část (33,6 %) směřovala na podporu podniků a zbytek (29,6 %) na podporu rozvoje lidského potenciálu.  
Na druhý cíl z celkového počtu prostředků politiky bylo schváleno pouhých 9 % (6,1 mld. eur) z Evropského fondu pro regionální rozvoj a Evropského sociálního fondu. Nejvíce prostředků (55,1 %) bylo využito na podporu malých a středních podniků, následně 23,9 % směřovalo na životní prostředí a zbývajících 20,9 % na podporu lidského potenciálu.  
Třetí a čtvrtý cíl byl podpořen pouze z Evropského sociálního fondu. Zaměřoval se na podporu zaměstnanosti a bylo na něj poskytnuto přibližně 10 % (6,67 mld. eur) z celkových prostředků.  
Na pátý cíl bylo celkem poskytnuto 9,2 % (6,3 mld. eur) prostředků, a to z Evropského zemědělského podpůrného a záručního fondu. Tento cíl se nejvíce zaměřoval např. na podporu výroby.
Následně v druhé polovině této etapy (rok 1994–1999) byl nejvýznamnější událostí vznik kohezního fondu, který měl zajistit podporu zaostalým členským státům. Po tomto kroku došlo k zapsání kohezní politiky do evropského právního systému. 

### Čtvrtá etapa: 2000–2013
Ve čtvrté etapě došlo k různým důležitým okamžikům, jedním z nich bylo masivní rozšíření již vzniklé Evropské unie, nikoli Společenství. Mezi lety 2000 až 2006 vznikly velmi důležité dokumenty. Šlo např. o Agendu 2000 nebo Lisabonskou strategii. Druhá polovina této etapy představovala programové období (2007–2013), do kterého se již zapojila i Česká republika. Toto programové období se převážně zaměřovalo např. na energetiku, vývoj a výzkum.     

### Pátá etapa: 2014-2020
Programové období 2014–2020 nepřineslo velké změny ve struktuře regionální politiky Evropské unie. Opět se zaměřovalo na výkonnost, úspornost a efektivitu. V těchto letech bylo vynaloženo velké úsilí na snižování rozdílů mezi jednotlivými členskými státy. Na druhou stranu solidární rovina začala ztrácet smysl, i když sehrála významnou roli při tvorbě regionální politiky. Většina finančních prostředků byla v tomto období poskytnuta z pěti evropských strukturálních a investičních fondů. Strukturální fondy Evropské unie poskytují důležitou finanční podporu a financují projekty, které podporují hospodářskou obnovu v evropských regionech, kde ústup tradičních průmyslových odvětví vedl k ekonomickým a sociálním problémům.

## Principy regionální politiky Evropské unie
V minulosti vznikaly a zanikaly různé druhy principů, na kterých je postavená celá regionální politika. V dnešní době se dá definovat pět základních principů:  

### Princip partnerství
Tento princip ukazuje, že na konečné verzi programů se nepodílí pouze vláda daného členského státu, ale že se mohou zapojit i jiné instituty (orgány z odvětví životního prostředí nebo zástupci z oblasti neziskového sektoru atd.). Jde tedy o názory, které jsou velmi potřebné při vytváření jednotlivých programů.  

### Princip programování a plánování
Tento princip ukazuje, jak důležitá je samotná příprava a víceletá udržitelnost daných programů. Stále je podstatné, aby zpracované programy dlouhodobě zvyšovaly ekonomickou a sociální úroveň, a to převážně těm nejvíce zaostalým regionům.  

### Princip doplňkovosti
U tohoto principu je podstatné, že na každém programu vyskytujícím se v každém členském státu musí podílet jakýkoliv finanční zdroj z daného území. Tato podmínka je velice přísně kontrolována, protože podpora ze strany Evropské unie má být pouze doplňková, a proto by nemělo docházet k nahrazování národních zdrojů.  

### Princip hodnocení, monitorování a transparentnosti
Tento princip má přispět k tomu, aby využití podpory ze strany Evropské unie bylo co nejvíce efektivní. Postupů hodnotících správné fungování programů je spousta a jsou doplněny o hodnocení monitorujících orgánů, které hlídají realizaci všech projektů v daném programu. Aby hodnocení bylo stále transparentní a nezávislé, musejí být striktně dané všechny kompetence monitorujících orgánů.  

### Princip koncentrace
V tomto principu jde o to, že regionální politika a její nástroje mají být směřovány hlavně na pomoc těm nejvíce zaostalým regionům a vše k tomu soustřeďovat.